# Контратероризъм
Контратероризмът, наричан също антитероризъм, е дейността по противопоставяне на тероризма и включва специализирани практики и техники, тактика и стратегия, прилагани от държавите, включително техните правоприлагащи и разузнавателни институции, както и от големи частни организации.
Контратероризмът включва планиране на управлението на кризи, възникнали при терористичен акт, реагиране при възникване на терористичен инцидент и осъществяване на управлението на силите при възникване на терористичен инцидент. В рамките на контратероризма се включва разработването и прилагането на специалната тактика при възникване на инцидент чрез осъществяване на контратерористична операция.
В някои специализирани издания контратероризмът и антитероризмът се разглеждат като обособени области на борбата с тероризма - антитероризмът включва превантивната борба, а контратероризмът дейностите след възникване на терористично събитие. Превенцията цели да намали уязвимостта при терористичен акт и да се предотвратяват терористични актове чрез събиране на разузнавателна информация за терористични организации, дейности по анализ на уязвимостта на обектите, охранителни мероприятия и отработване на определени процедури. На тази основа се вземат превантивни мерки, главно в областта на охраната на лица и обекти.